# غواصة الفئة الثالثة والعشرون
التايب الثالث والعشرون كانت أول غواصة من التي يطلق عليها elektroboats (أي تعمل كليا تحت الماء وليست بحاجة للعودة لسطح لتزود بالهواء أو القيام باعمال أخرى). كانت غواصات ساحلية صغيرة مصممة للعمل في المياه الضحلة في بحر الشمال والبحر الأسود والبحر الأبيض المتوسط، حيث كانت الغواصات الأكبر من فئتها هي الغواصة تايب الواحد والعشرون في خطر في أثناء الحرب العالمية الثانية. كانوا الغواصات من هذه الفئة صغيرة جدا بحيث كانت قادرة على حمل طوربيد واحد فقط، والتي يجب تحميلها خارجياً. كما هو الحال مع أخواتهم الأكبر - التايب الحادي والعشرين- استطاعوا أن يظلوا مغمورين تقريبًا طوال الوقت وكانوا أسرع من قوارب يو بوت التقليدية بسبب تحسين وتبسيط شكلهم وتزويدهم ببطاريات ذات سعة أكبر، مما سمح محركات الديزل لاستخدامها في حين المغمورة. وقد أحدث الطرازان الطرازان التايب الحادي والعشرين والتايب الثالث والعشرون ثورة في تصميم الغواصة بعد الحرب. حوالي ألف قارب من طراز XXIII تم الإستيلاء عليها قرب نهاية الحرب العالمية الثانية، ولكن معظمها إما ألغيت أو ألغيت بشكل كامل أو كانت مسقطة فقط.